# Lockhartia micrantha
Lockhartia micrantha là một loài phong lan bản địa của Nicaragua, Costa Rica, Panama và Colombia.